# 尼爾森峰
尼爾森峰（英語：Neilson Peak），是南極洲的山峰，位於帕爾默地東岸，處於帕默利山中部，在1974年由美國地質調查局繪入地圖，現時由南極條約體系管理。